# Tauraco leucotis
Tauraco leucotis е вид птица от семейство Туракови (Musophagidae).

## Разпространение
Видът е разпространен в Еритрея, Етиопия, Судан и Южен Судан.